# Bochelschildpad
De bochelschildpad (Mesoclemmys gibba) is een schildpad uit de familie slangenhalsschildpadden (Chelidae).

## Naam en indeling
De wetenschappelijke naam van de soort werd voor het eerst voorgesteld door August Friedrich Schweigger in 1812. Oorspronkelijk werd de wetenschappelijke naam Emys gibba gebruikt. De soortaanduiding gibba komt uit het Latijn en betekent vrij vertaald 'voorzien van een bult'. Deze naam slaat op het bulterige schild en komt ook terug in de Nederlandstalige naam.
De schildpad is al onder vele wetenschappelijke namen beschreven. Enkele voorbeelden zijn Emys gibba, Hydraspis gibba en Phrynops gibbus.

## Uiterlijke kenmerken
De bochelschildpad kan een rugschildlengte bereiken tot zestien centimeter en het schild is aan het breedste deel 11,5 cm. Er is wel eens een exemplaar aangetroffen van 23 cm maar een dergelijke schildlengte wordt beschouwd als een uitschieter. Het schild is gewelfd en heeft een opstaande lengtekiel op het midden, de achterzijde van het schild is iets breder dan de voorzijde. De marginaalschilden zijn gekromd zodat een soort goot ontstaat aan de schildrand. Het schild van de jonge dieren heeft een wat ruwer oppervlak dan de volwassen schildpadden.
De schildkleur is bruin tot grijs of zwart, sommige exemplaren hebben een lichtere schildkleur wat waarschijnlijk te wijten is aan de leefomstandigheden. Jongere exemplaren hebben een knobbelige lengtekiel aan de bovenzijde van het rugschild.Het buikschild ia relatief groot en is afgerond en wat omhoog gekromd aan de achterzijde. Het buikschild heeft vaak een geheel zwarte kleur, bij sommige exemplaren echter is het buikschild geel. De plastronformule is enigszins variabel maar is meestal als volgt: fem > intergul > abd > hum > an > pect > gul.
De kop heeft een spitse snuit, de bovenkaak is niet gezaagd of getand. Onder de kin zijn twee kleine baarddraden aanwezig. De kleur van de kop en nek is donkerbruin tot zwart, de poten en staart zijn grijs van kleur. De pootoksels hebben een gele kleur. De poten zijn voorzien van goed ontwikkelde zwemvliezen, aan de voorpoten zijn vier klauwen aanwezig, aan de achterpoten vijf. Mannetjes zijn van vrouwtjes te onderscheiden door een langere en dikkere staart en een diepere spleet aan de voorzijde van het buikschild, die van vrouwtjes is meer afgevlakt.

## Levenswijze
De bochelschildpad leeft op de bodem van het water en jaagt hier op kleine insecten en de larven, kikkervisjes en kreeftachtigen Een deel van het menu bestaat uit algen en bloemen en zaden van planten. Bij bedreiging kan het dier een stinkende stof uitscheiden die doet denken aan rotte vis. Het is een waterminnende soort die het land zelden betreedt, soms wordt de schildpad 's nachts aangetroffen op het land. De juvenielen verschuilen zich de eerste tijd na hun geboorte maandenlang in de strooisellaag. Volwassen dieren laten bij hantering een stinkende vloeistof uit de klieren bij de cloaca, ze worden door de lokale bevolking wel aangeduid met 'tortuga hedionda' (stinkschildpad). lopen en staan bekend als bijterig. De bochelschildpad wordt gezien als voornamelijk nachtactief, maar soms worden de dieren wel zonnend aangetroffen. Een van de vijanden van de schildpad is de anaconda (Eunectes murinus).
De vrouwtjes begraven de eieren niet altijd maar zetten deze ook af op de bodem in de strooisellaag of tussen plantenwortels. De eieren kunnen ook begraven worden in een ondiepe kuil van ongeveer tien centimeter in een zachte bodem of in nesten van termieten worden afgezet. De eieren zijn wit van kleur en hebben een harde schaal, ze zijn ongeveer 42 millimeter lang en 31 mm breed, ze komen na ongeveer vijf to zeven maanden uit. Als de juvenielen uit het ei kruipen hebben ze een schildlengte van 45 tot 48 millimeter.

## Verspreiding en habitat
De bochelschildpad komt voor in delen van Midden- en Zuid-Amerika. De soort leeft in de landen Peru, Ecuador, Colombia, Venezuela, Trinidad, Guyana, Suriname en Brazilië. De habitat bestaat uit ondiepe wateren in oerbossen, zoals moerassen, vijvers, poelen en zwartwaterrivieren. De oppervlakte van het verspreidingsgebied beslaat bijna vier miljoen vierkante kilometer, de soort wordt in sommige delen van het areaal, zoals in Ecuador, echter niet vaak gezien in het wild.

## Bedreigingen
De bochelschildpad wordt ondanks het relatie kleine lichaam gevangen voor consumptie door de lokale bevolking. Daarnaast zijn de dieren gewild door verzamelaars en worden gevangen voor de handel in exotische dieren. In sommige landen geldt een exportverbod voor de schildpad.